# 九龙齿突蟾
九龙齿突蟾（学名：Scutiger jiulongensis）也称九龙猫眼蟾，一种分布于中华人民共和国四川省西南部九龙县的两栖动物，隶属于角蟾科齿突蟾属。

## 形态特征
成年雄蟾体长71毫米左右。头较扁平，头宽大于头长，吻端圆。身体背面为棕褐色或暗橄榄褐色，具有颜色较深的圆形斑；腹部灰黄色，无斑。大蝌蚪体尾灰褐色或灰棕色，体型肥硕，尾短。

## 生态习性
九龙齿突蟾仅发现于四川省九龙县，生活于海拔3210～3750米的原始针阔叶混交林地带。繁殖期间，栖息于山溪下段扇形冲积地段或河漫滩的平缓处石下。